# Вишневський Анатолій Григорович
Анатолій Григорович Вишневський (рос. Анатолий Григорьевич Вишневский; 1 квітня 1935, Харків, УРСР — 15 січня 2021, Москва, Росія) — радянський і російський демограф і економіст, автор монографій. Отримав також популярність як письменник і історик літератури Російського Зарубіжжя. Доктор економічних наук (1983), дійсний член РАПН. Директор Інституту демографії Вищої школи економіки.

## Біографія
На початку німецько-радянської війни був евакуйований до Новосибірська з матір'ю, яка працювала лікарем в евакогоспіталі; в 1944 році родина повернулася до Харкова. У 1958 році закінчив економічний факультет Харківського державного університету за фахом «Статистика».
Потім працював у Харківській філії інституту «Гіпроград». У 1962—1966 роках навчався в аспірантурі Науково-дослідного і проектного інституту містобудування Держбуду УРСР (Київ). У 1967 році захистив кандидатську дисертацію за темою «Міські агломерації і економічне регулювання їх зростання (на прикладі Харківської агломерації)» в Інституті економіки АН СРСР в Москві.
З 1967 року працював у Відділі демографії Інституту економіки АН УРСР в Києві, заснованому академіком Михайлом Птухою. У 1971 році переїхав до Москви і почав працювати у відділі демографії НДІ ЦСУ СРСР. Керував Центром демографії та екології людини.
27 квітня 2010 року в Вищій школі економіки відбулась наукова сесія, присвячена 75-річчю Анатолія Вишневського.
Автор понад 300 публікацій. Головний редактор інформаційного бюлетеня «Населення і суспільство», головний редактор електронного журналу «Демоскоп Weekly».
Помер 15 січня 2021 року від коронавірусної інфекції COVID-19.

## Наукова діяльність
Анатолій Вишневський, за оцінкою його критиків, є самим «соціологічним» (в теоретичному відношенні) дослідником в російській демографії. У той же час він є яскравим представником парадигми «вузького розуміння» предмета демографії.
Як демограф-теоретик, А. Г. Вишневський одним з перших в СРСР і Росії розвивав такі концепції, як «демографічна революція» (~ демографічний перехід) і «демографічна модернізація». Його книга «Демографічна революція» стала знаковою подією в житті радянської демографії 1970-1980-х років, була з ентузіазмом прийнята молодим поколінням демографів і широкою радянською громадськістю, але «не помічено» старшим поколінням демографів, які зробили свою кар'єру в умовах більшовицького тоталітаризму та фактичної ізоляції від світової демографії.
В рамках дослідження цивілізаційного явища, званого «демографічним переходом» (синусоїдна «загасання» народжуваності і смертності, перехід в стадію нуль-зростання), А. Г. Вишневський провів ряд робіт, останні з яких представлені в його книзі «Демографічна модернізація Росії 1900—2000».
Книга А. Г. Вишневського «Серп і Рубль» свідчить про те, що науково-теоретичні інтереси А. Г. Вишневського не обмежуються межами чисто демографічних питань відтворення населення (народжуваності-смертності).
У рецензії на монографію «Демографічна революція» С. І. Пирожков, В. П. Піскунов і В. С. Стешенко писали, що роботи Вишневського відрізняються відсутністю наукового снобізму, що автор вміє викладати складні наукові проблеми на рівні, доступному розумінню будь-якої людини.

### Погляди
Анатолій Вишневський вважав неможливим підняти рівень народжуваності до рівня заміщення поколінь. Він стверджував, що народжуваність, недостатня навіть для елементарного відтворення населення, — це неминуча норма для всіх країн розвиненого світу, до яких, на його думку, належить і Росія. Низька народжуваність безпосередньо пов'язана з особливостями розвитку цих країн: «Майже повна ліквідація дитячої смертності, емансипація і самореалізація жінки, зростаючі питомі інвестиції в дітей, зростання освіти та ін.». На думку Вишневського, в жодній країні світу політика, спрямована на збільшення народжуваності, не увінчалася успіхом і в кращому випадку приводила лише до тимчасового збільшення, пов'язаного із зсувом «календаря народжень», коли люди просто заводили дітей раніше, ніж планували, скориставшись вдалими умовами. На думку Вишневського, ефект цей недовговічний, так як, за його словами, є не збільшення середньої кількості дітей на жінку, а лише більш рання поява однієї і тої ж кількості дітей. До того ж, на його погляд, з точки зору народжуваності набагато краще, якщо сім'я відчуває, що вона народжує не для держави, а для себе. Також Вишневський вважає, що, коли держава йде на заходи з підвищення народжуваності, це загрожує втручанням в особисті справи сім'ї. Більш того, скорочення народжуваності пов'язано, по-перше, з тим, що в житті жінки з'явилося щось окрім сім'ї і дітей, наприклад, кар'єра, а по-друге, зі збільшенням якісних вкладень в дитини, коли в родині мало дітей, але зате підвищуються «питомі інвестиції» в дитину, в неї більше вкладається сил і засобів, що покращує її якість для суспільства.
Вишневський відзначав, що скорочення народжуваності в Росії і Західній Європі відбувається на тлі демографічного вибуху взагалі в світі, що є, як вважав Вишневський, явною ознакою наявності у людства механізмів саморегуляції своєї чисельності. На його погляд, навіть якщо демографічний вибух припиниться до 2050 року, то до цього часу треба ще дожити, а для цього приріст треба якось компенсувати.
Так як підвищення народжуваності безперспективно, то залишається тільки один вихід і для Росії, і для розвиненого світу — контрольований притік населення ззовні. Він, до того ж, дозволить знизити демографічний тиск на перенаселеному «Півдні» і компенсує спад населення на «Півночі». У той же час Вишневський визнає, що вихідна мета прийому іммігрантів, які є дешевою робочою силою, — це «нажива підприємців».
Методологічні основи теоретичних концепцій А. Г. Вишневського раніше жорстко критикували з різних сторін. Зокрема, погляди Вишневського критикуються представниками школи «широкого розуміння предмета демографії»
Також у багатьох демографів і міграціологів викликало питання позиція Вишневського за роллю міграції в економічному розвитку РФ. Так І. Рубанов, кандидат географічних наук, співробітник Регіонального центру світової системи даних географічного факультету МДУ, ставить під сумнів тезу Вишневського про те, що імміграція сприяє економічному успіху.

## Історико-літературна діяльність
Крім робіт в сфері демографії та економіки, Анатолій Вишневський відомий як автор документального роману-колажу «Перехоплені листи», складеного з документів з архіву родини Татіщевих і розповідає про долі представників цієї родини і російського поета Бориса Поплавського на широкому тлі російської та європейської історії ХХ століття. На думку ряду критиків, роман є одним з найбільших подій російської літератури 2000-х років.

## Нагороди та звання
- Медаль «У пам'ять 850-річчя Москви» (1997)
- кавалер Ордена Академічних пальм (2008)
- заслужений економіст Російської Федерації (2014 року)
- 2015 — премія Єгора Гайдара за 2015 рік «За видатний внесок в області економіки»[19].

## Основні роботи
Книги
- Демографическая революция. — М., 1976.
- Мировой демографический взрыв и его проблемы. — М., 1978.
- Воспроизводство населения и общество. История, современность, взгляд в будущее. — М., 1982.
- Серп и рубль. Консервативная модернизация в СССР. — М., 1998.
- Перспективы развития России: роль демографического фактора (в соавторстве с Е. М. Андреевым и А. И. Трейвишем). Институт экономики переходного периода, Научные труды № 53Р. — М., 2003.
- Перспективы миграции и этнического развития России и их учёт при разработке стратегических направлений развития страны на длительную перспективу. — М., 2003.
- Российская модернизация: Размышления о самобытности. — М., Три квадрата, 2008, 416 с. (статья в коллективной монографии)
- Перехваченные письма: Роман-коллаж. — М., О. Г. И., 2001; 2-е расширенное издание: М., О. Г. И., 2008.
- Демографическая модернизация России. 1900-2000 / Под ред. А. Г. Вишневского. — М. : Новое издательство, 2006. — 608 с. — (Новая история) — ISBN 5-98379-042-0.

Статті
- Демографические изменения и национализм [Архівовано 30 січня 2022 у Wayback Machine.] // Социологический журнал. — 1994. — № 1.
- Трудное возрождение демографии [Архівовано 30 січня 2022 у Wayback Machine.] // Социологический журнал. — 1996. — № 1-2. — С. 93—116.